# Schloss Senftenau

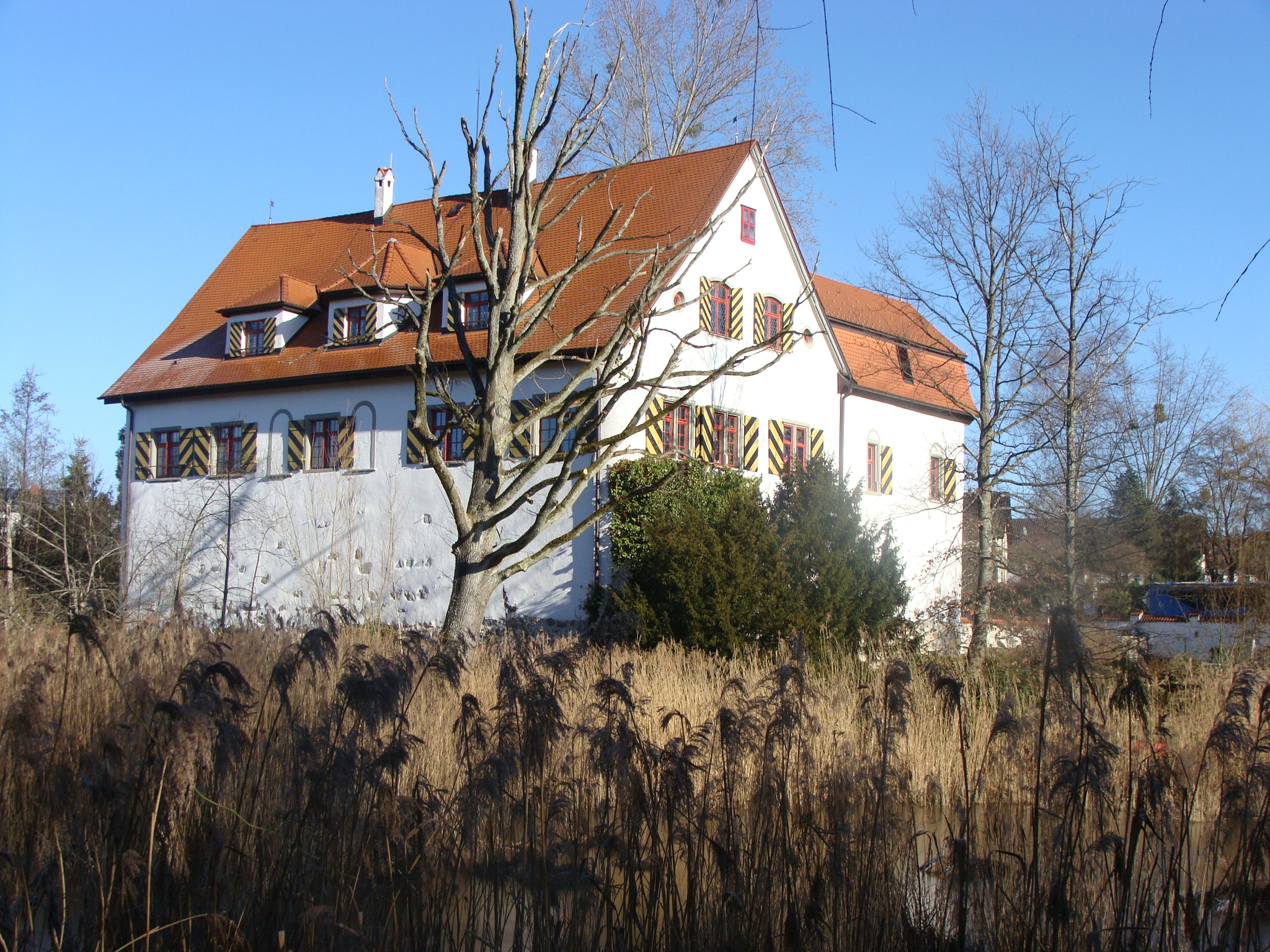
Schloss Senftenau

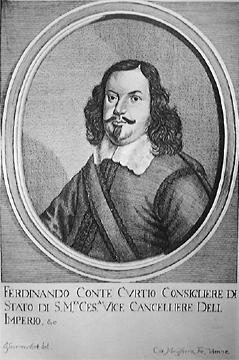
Ferdinand Sigismund Kurtz von Senftenau (1592–1659)

Schloss Senftenau ist ein stattlicher Herrensitz mit Park im Lindauer Stadtteil Aeschach.

## Geschichte
Das Schloss wurde vermutlich im 12. oder 13. Jahrhundert errichtet und war ursprünglich eine Wasserburg. Heute grenzt das Gebäude noch an einen südlich gelegenen kleinen Weiher.
Das ehemalige Wasserschloss des Grafen Ulrich von Montfort wurde erstmals 1344 urkundlich erwähnt, als Graf Ulrich von Feldkirch (Ulrich II. von Montfort, 1263?–1350) die Burg Senftenau dem Kaiser als Lehen  übergab. Die Anlage bestand aus dem Schloss und einer Mühle, sie kam nach 1356 in den Besitz wechselnder Patriziergeschlechter und wurde als Sommersitz genutzt.
Sebastian Kurtz († 1569 in Lindau im Bodensee) heiratete die Besitzerin des Reichslehens „Schloss Senftenau“ Magdalena Gründlin. Die beiden hatten vier Söhne. 1533 ließ er die Schlosskapelle errichten und im Jahre 1536 wurde er nebst seinen Kindern in den Freiherrenstand und seine Enkel hundert Jahre später 1636 in den Grafenstand erhoben.
Ihr erster Sohn Jacob Kurz von Senftenau (1553–1594) war Reichsvizekanzler des Heiligen Römischen Reiches. Ihr Sohn Philipp Kurtz von Thurn und Toblach, Freiherr von Senftenau (auch: Philipp Kurtz von Senftenau) war weiters der Vater von Ferdinand Sigismund Kurtz von Senftenau.
Die „Kurtz von Senftenau“ waren zwischen 1540 und 1830 auch Mitglieder der Lindauer Patriziergesellschaft Zum Sünfzen.
1525 ging das Schloss Senftenau im Zuge des Bauernkriegs an die Familie Humpis. 1551 kaufte der Faktor der Fugger Sebastian Kurtz von Friedrich Hundtpiss (Humpis-Linie von Siggen-Brochenzell) die Burg Senftenau, welche ein Lehen des Damenstifts in Lindau war, und nannte sich nun „Kurtz von Senftenau“. 1605 kam das stiftische Lehen wieder in Lindauer Besitz.
Im 16. und 18. Jahrhundert erfolgten Umgestaltungen des Gebäudes. Der Gebäudekomplex besteht heute aus dem zwischen 1551 und 1569 erneuerten Hauptbau mit barocken Nebengebäuden.
1918 ließ sich der Schriftsteller Bruno Wille (1860–1928) auf dem Schloss nieder. Seit 1984 ist das Schloss im Besitz der Familie Jobst. Von 1984 bis 2008 wurden umfangreiche Sanierungsarbeiten und Umbauten durchgeführt; der Burgweiher wurde ausgeholzt. Das Schloss ist nicht öffentlich zugänglich.
Der kleine Weiher am Schloss Senftenau wird durch eine verrohrte Zuleitung sowie durch Grundwasser gespeist. Ein Abfluss besteht nicht.

## Das Wappen der Kurtz von Senftenau

Das Wappen der Gemeinde Valley im oberbayerischen Landkreis Miesbach trägt oben den Doppeladler aus dem Herzschild des Wappens von Graf Maximilian Kurtz von Senftenau (1595–1662)

| Das Wappen der Kurtz von Senftenau. | Blasonierung: „Wappen dreigeteilt – oben in Gold ein schwarzer Doppeladler, in der Mitte Rot mit silbernem Balken, unten in Gold und Schwarz gespalten, beiderseits ein einwärts gerichteter oberhalber Steinbock in gewechselten Farben. Kleinod – ein Pfauenwedel zwischen zwei Steinbockhörnern, das rechtsseitige Gold, das linksseitige Schwarz Decke – rechts schwarz-golden, links rot-silbern“ |
| Das Wappen der Kurtz von Senftenau. | |

## Literatur

Bildergalerie
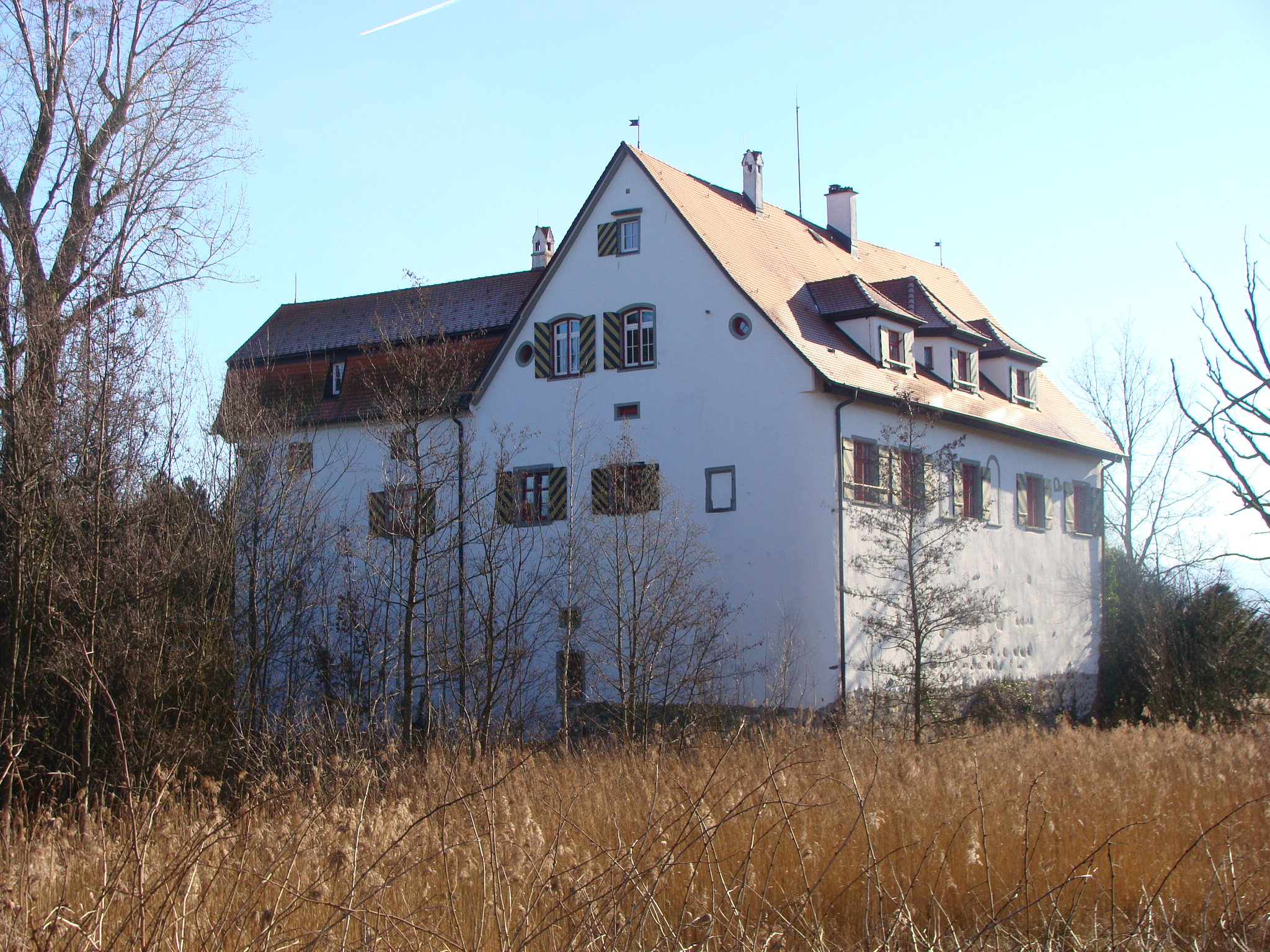
Schloss Senftenau (Januar 2012)
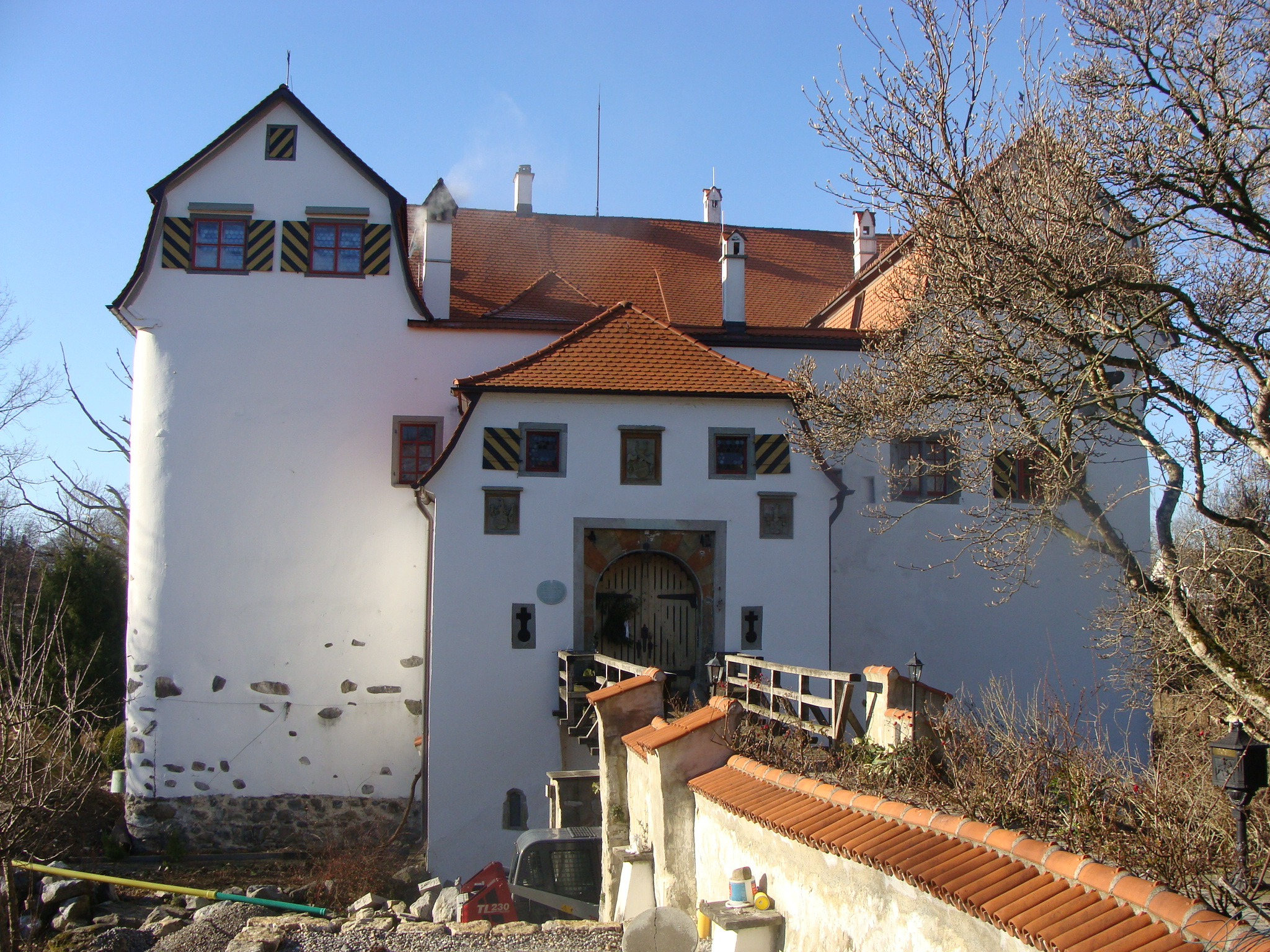
Schloss Senftenau, Eingangssituation mit Wappen
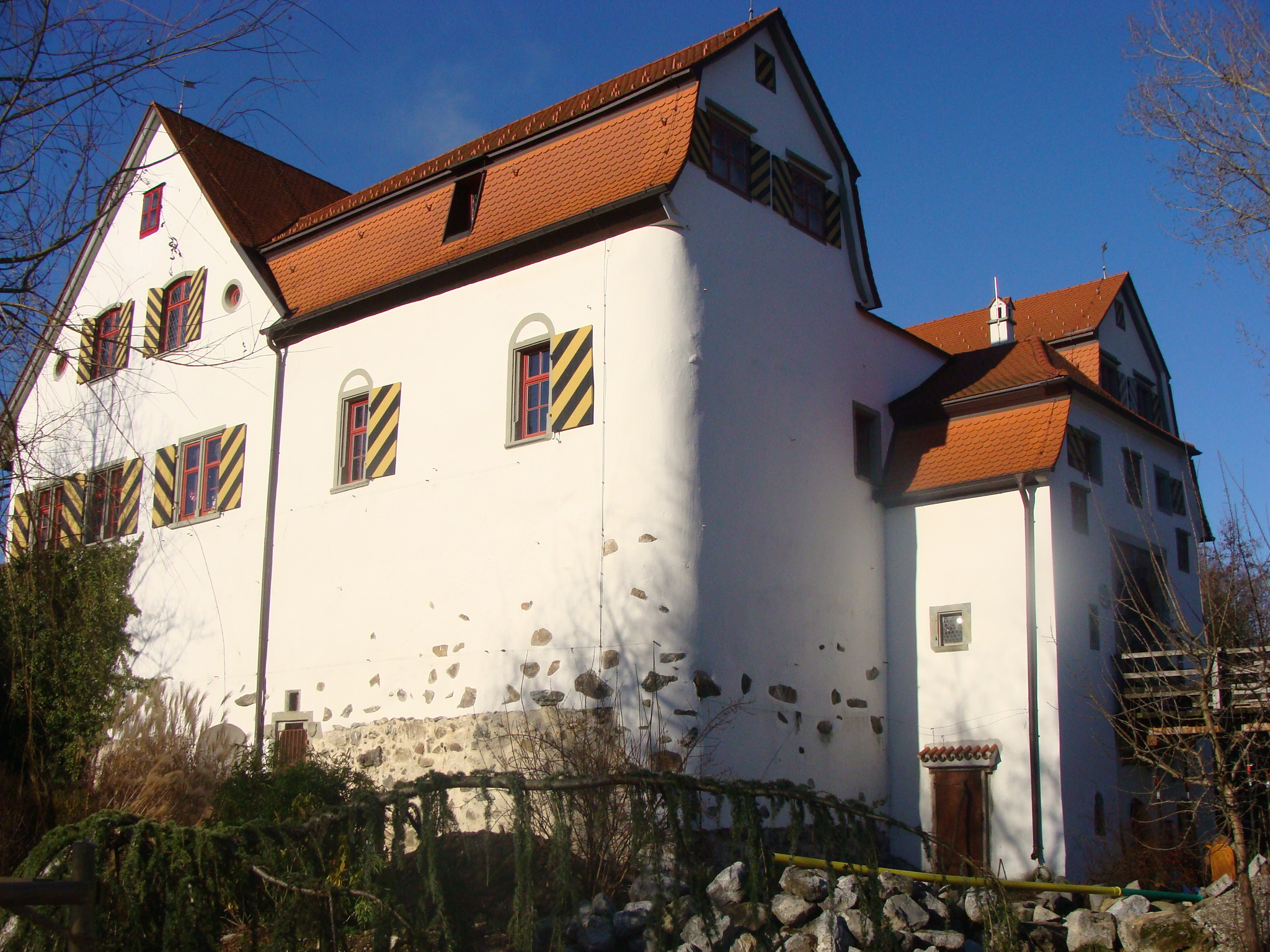
Schloss Senftenau
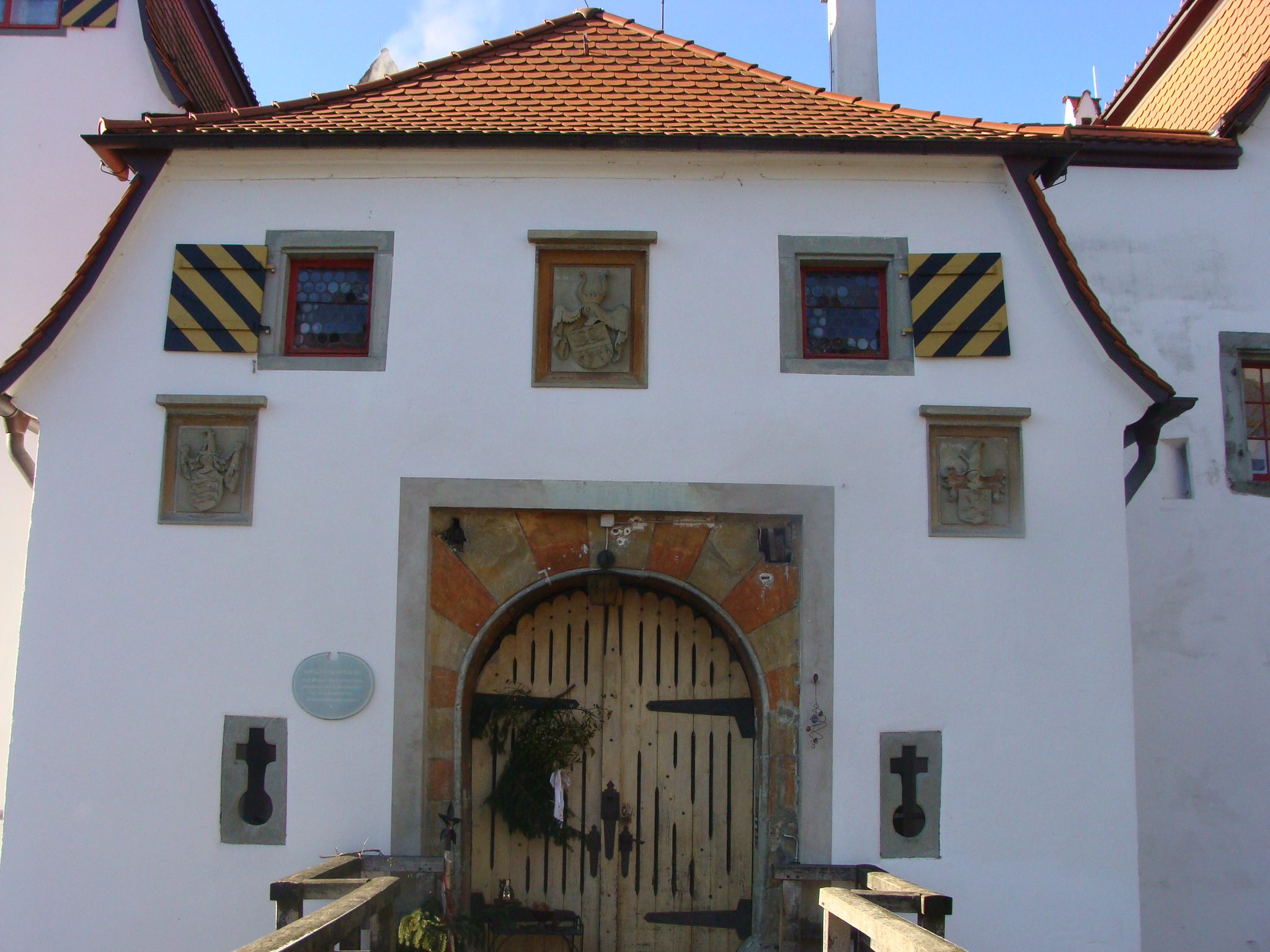
Eingangssituation an der Ostseite mit den Wappen der Kurze, Funk von Senftenau und Humpiss
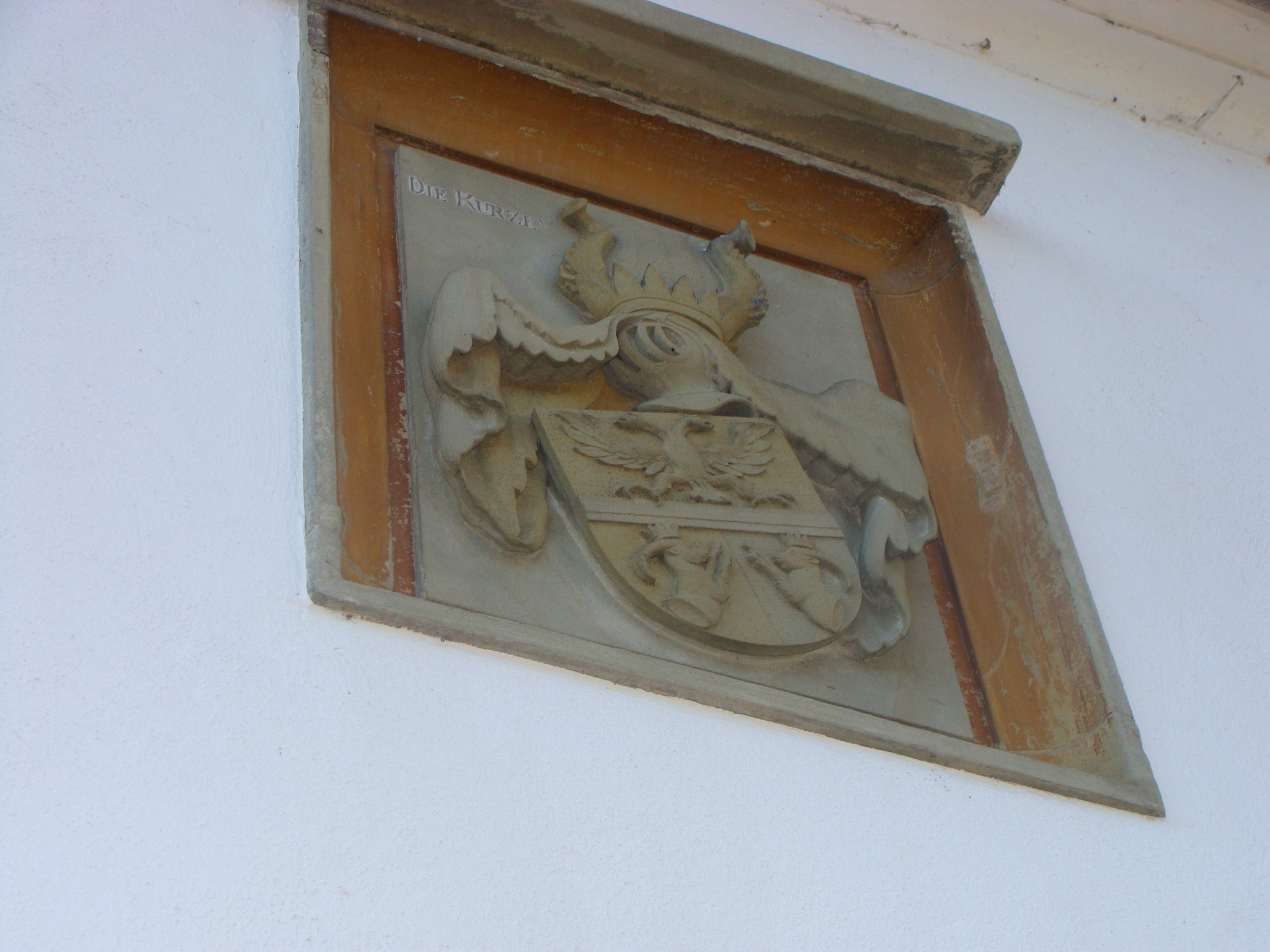
Das Wappen der Kurze trägt den Doppeladler
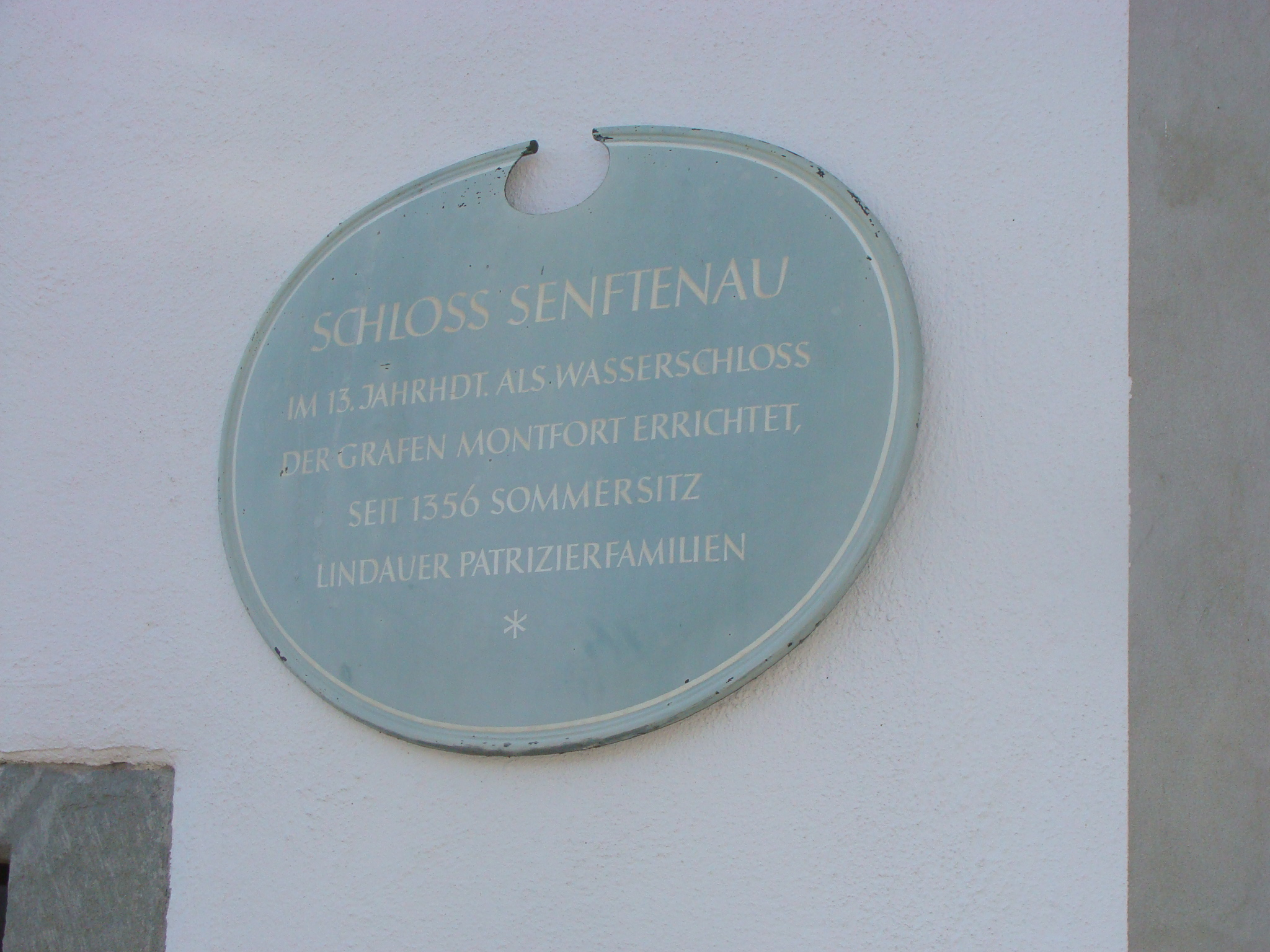
Schloss Senftenau, Objekt-Beschreibungstafel neben dem Eingang